# AK-74
De AK-74 (Russisch: Автомат Калашникова образца 1974 года; Avtomat Kalaschnikova obrasza 1974 goda) is de verbeterde versie van het AK-47-geweer en werd ontwikkeld in 1974. Het wapen ging in massaproductie in 1976. De nieuwste variant, de AK-74M, is het standaardwapen van het Russische leger sinds het begin van de jaren negentig. De AK-74 vuurt kleinere 5,45×39mm-patronen in plaats van de 7,62×39mm-patronen zoals gebruikt door de AK-47. Bovendien is het vizier van de AK-74 moderner en is de AK-74 gemaakt van lichtere en goedkopere materialen.
Het geweer werd voor het eerste in gevecht gebruikt door het leger van de Sovjet Unie tijdens de oorlog in Afghanistan in 1979. Volgens het hoofd van de Afghanistan afdeling van de Pakistaanse inlichtingendienst betaalde de Amerikaanse inlichtingendienst (CIA) 5.000 dollar voor de eerste AK-74 die door Afghaanse Moedjahedien buitgemaakt werd.
Veel voormalige Oostbloklanden gebruiken het geweer of lokaal geproduceerde varianten daarvan.

## Varianten
- AK-74M
- AKs-74U